# Регинар I
Регинхар I (на френски: Régnier au Long Col; на немски: Reginhar, Reginar I.; * 850; † между 25 август 915 и 19 януари 916, Меерсен) е влиятелен франк в Северна Лотарингия през 9 и 10 век. Той е граф на Маасгау, граф на Хенегау (890 – 898), маркграф и херцог на Лотарингия от 910 до 915 г. Той е основател на род Регинариди.

## Биография
Той е вероятно син на Гизелберт (граф в Маасгау) и Ерменгарда, дъщеря на император Лотар I.
През 880 г. император Карл II Плешиви го изпраща заедно с епископ Франкон от Лиеж в Северна Лотарингия да се бие с норманите с Готфрид. Заедно с граф Балдуин II от Фландрия и брат му Родулф той е през 895 г. против крал Карл III Прости с крал Цвентиболд от Лотарингия. През 898 г. той скъсва с Цвентиболд, от когото получава дванадесетдневен срок да напусне Лотарингия и отива отново в свитата на крал Карл III Прости, който го съветва да нападне Кралство Лотарингия.
В един документ от 21 юли 905 г. той се нарича сам dux. Регинар е споменат за последен път в документ на Карл III от 25 август 915 г.

## Фамилия
Регинар е женен за Ерментруда и има с нея три деца:
- Гизелберт († 939), херцог на Лотарингия
- Регинар II († 931), граф на Хенегау
- Кунигунда; ∞ с Беренгар, граф в Ломегау и Майфелд